# Importsubstitutionspolitik
Dieser Artikel wurde aufgrund inhaltlicher und/oder formaler Mängel auf der Qualitätssicherungsseite des Portals Wirtschaft eingetragen. 
Du kannst helfen, indem du die dort genannten Mängel beseitigst oder dich an der Diskussion beteiligst.
Als Importsubstitutionspolitik bezeichnet man entwicklungspolitische Ansätze, die auf die Ersetzung von Importen durch Inlandserzeugung zielen. Dies geschieht meist in Form einer entsprechenden Industrialisierung.

## Erwartungen an die Importsubstitution
Da viele Entwicklungsländer eine von Industriegütern geprägte Importstruktur haben, ist ein wichtiger Aspekt von Importsubstitution de facto oft die Industrialisierung, was besonders von Ländern des asiatischen Raumes in der Mitte des 20. Jahrhunderts praktiziert wurde. Als Vorteil einer solchen Politik wurde die Tatsache, dass die Absatzmärkte nicht erst aufgebaut werden müssen, angesehen. Erwartet wurden vor allem wachstumspolitische, beschäftigungspolitische und zahlungsbilanzpolitische Effekte. Im Einzelnen sind dies sekundäre Wachstumsimpulse, Devisenersparnisse v. a. durch Ersatz von Konsumgüterimporten und Ausweitung der Beschäftigung in den neuen Industrien.

## Instrumente der Importsubstitution
Im Wesentlichen verlangen Vertreter von Importsubstitutionspolitik entwicklungspolitischen Protektionismus.
In Agrargesellschaften mit hoher verdeckter Arbeitslosigkeit liegt das Grenzprodukt des Produktionsfaktors Arbeit meist erheblich unter dem tatsächlich gezahlten Durchschnittslohn. Das hat zur Folge, dass in den Industrien erhöhte Nominallöhne gezahlt werden müssten, um diese attraktiv für Arbeitnehmer zu gestalten. Da diese am Weltmarkt nicht wettbewerbsfähig seien, rechtfertige dies protektionistische Schutzzölle, um über erhöhte Inlandspreise für die Expansion dieser Sektoren notwendige niedrigere Reallöhne durchzusetzen.
Schutzzölle erscheinen auch geeignet um Direktinvestitionen und Produktionsverlagerungen (siehe Outsourcing) ausländischer Investoren anzuregen.
Temporäre Protektion (Erziehungszölle) sei auch vonnöten, um in jungen lokalen Industrien Lern- und Wachstumsprozesse zu fördern und somit das Hineinwachsen in optimale Betriebsgrößen (Skalenerträge) zu ermöglichen.

## Kritik
Langfristige Untersuchungen haben jedoch gezeigt, dass Importsubstitutionen aus entwicklungspolitischer Perspektive nicht erfolgreich sind. Importbeschränkungen im Konsum- und Industriegüterbereich bewirken hier zunächst überhöhte Preise, was zu einer Überdimensionierung des entsprechenden Produktionssektors im Entwicklungsland führen kann. Dies kann zu einer volkswirtschaftlichen Fehlallokation führen und den gesamten Exportbereich behindern.
Ein weiteres Problem ist die geringe Größe vieler sich entwickelnder Volkswirtschaften, was ein dauerhaftes Anwachsen der Binnenmärkte unwahrscheinlich macht.
Auch führt das Ziel des Aufbaus eines kapitalintensiv produzierenden „modernen“ Sektors zu hohen zusätzlichen Importen an Kapitalgütern (und Roh- und Zwischengütern), was die Importabhängigkeit weiter verschärft. Die zumindest anfängliche Binnenmarktorientierung erzielt keine Deviseneinnahmen, löst aber weitere Devisenaufwendungen aus. Dies verschärft wiederum die Zahlungsbilanzproblematik.
Jagdish Bhagwati hält die Politik der Importsubstitution für gescheitert. Durch eine verstärkte Außenorientierung der Handelspolitik seien Länder wie China, Indien und die asiatischen Tigerstaaten erst in die Lage gekommen, ihre Wirtschaftsleistung zu vergrößern und Armut zu bekämpfen.